# Fryderyk Osterloff
Fryderyk Krystian Osterloff (ur. 1822 w Świeciu, zm. 8 listopada 1888 w Warszawie) – polski entomolog.
Syn przemysłowca Karola Augusta Osterloffa (1798–1866) i Karoliny Mietke. W 1844 ukończył Instytut Gospodarstwa Wiejskiego na Marymoncie. Pod wpływem W. Jastrzębowskiego zajął się botaniką, potem przeniósł zainteresowania na entomologię. Miał dwóch synów, Konrada Władysława i Karola, oraz córkę Antoninę, zamężną za Zdzisławem Pietrzykowskim. Zmarł 8 listopada 1888 w Warszawie. Pochowany jest na Cmentarzu Ewangelicko-Augsburskim w Warszawie (aleja D, grób 55).

## Wybrane prace
- O chrząszczach krajowych. „Pamiętnik Fizyograficzny” 2, s. 435–476, 1882
- O chrząszczach krajowych. II. Rodziny Pselaphidae i Scydmaenidae. „Pamiętnik Fizyograficzny”. 9 (3), s. 249–273, 1889.